# Kleino
Kleino (în greacă Κλεινό) este un sat și o fostă municipalitate din unitatea regională Trikala, Tesalia, Grecia. După reforma administrației locale din 2011, el face parte ca unitate municipală din municipalitatea Meteora. Unitatea municipală are o suprafață de 180,728 km2. Populația unității municipale este de 1.345 de locuitori (2011).